# Mangifera kemanga
Mangifera kemanga, umgangssprachlich selten auch Kemang genannt, ist eine tropische Baumart aus der Familie der Sumachgewächse (Anacardiaceae). Das natürliche Verbreitungsgebiet liegt auf Borneo, in Indonesien und Malaysia. Die Früchte sind wohlschmeckend und werden als Obst gegessen oder zu Säften weiterverarbeitet.

## Beschreibung

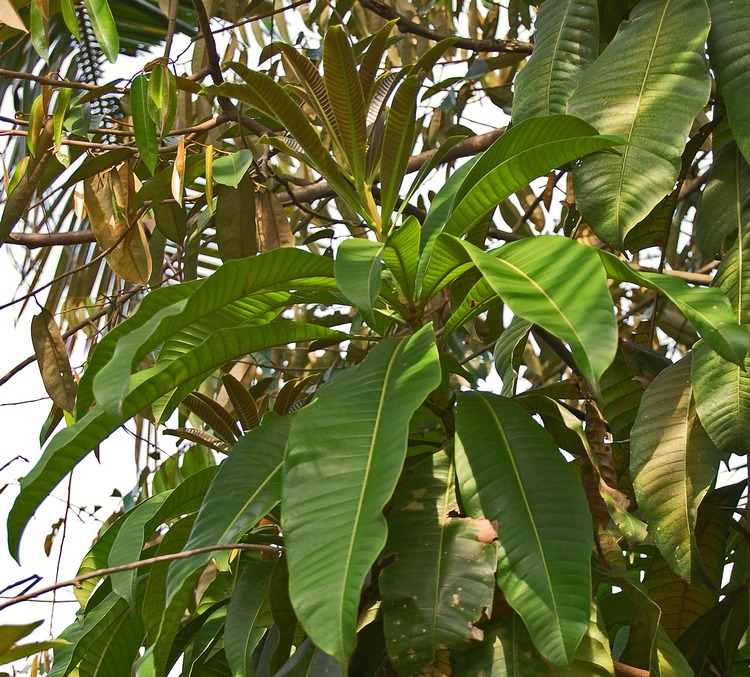
Blätter

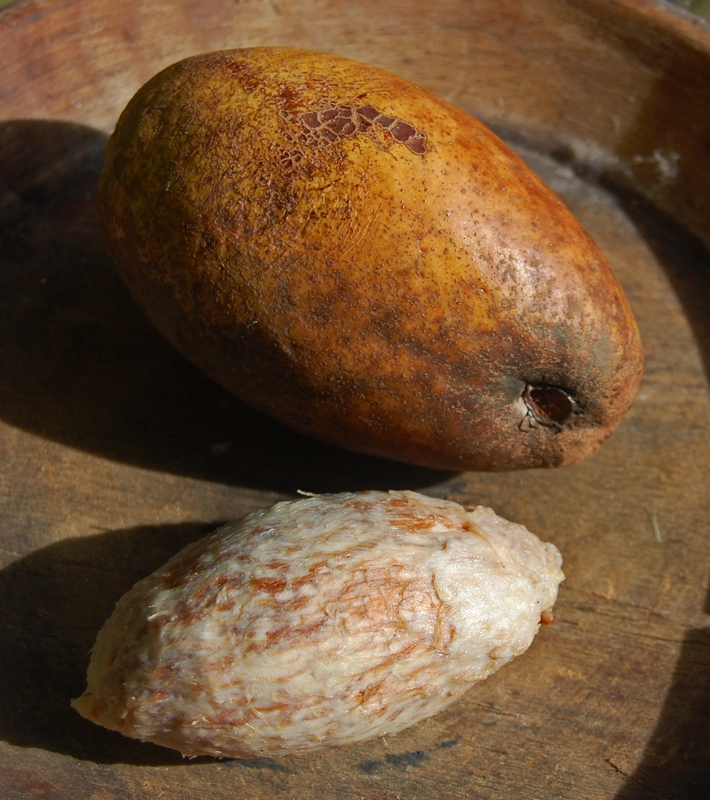
Frucht und Kern

Mangifera kemanga wächst als bis zu 30 Meter hoher, immergrüner Baum. Die Stammborke ist graubraun und rissig, der Stamm erreicht einen Durchmesser von bis zu 120 Zentimetern. Die Baumkrone ist ausladend. Die Laubblätter sind fast sitzend, die Spreite ist ledrig, eiförmig-lanzettlich, 10 bis 30 Zentimeter lang und 4 bis 8 Zentimeter breit, die Blattbasis ist keilförmig verschmälert. Die Blätter sind mittelgrün, die Oberseite ist glänzend und unbehaart.
Die Blütenstände sind endständige, bis zu 75 Zentimeter lange, reich verzweigte, reichblütige, blassrote Rispen. Die Blüten sind zwittrig und duftend. Die fünf Kronblätter sind linealisch geformt, bis zu 1 Zentimeter lang, blass lila und im oberen Teil leicht zurückgebogen. Je Blüte werden ein fruchtbares Staubblatt und vier Staminodien gebildet. Der Fruchtknoten ist rundlich und rotbraun. Der Griffel ist 8 Millimeter lang, anfangs weißlich gefärbt und nach dem Verblühen violett.
Die Früchte sind birnenförmige oder länglich-eiförmige, 10 bis 15 Zentimeter lange und 5 bis 7 Zentimeter durchmessende Steinfrüchte, die auf einem schräg stehenden Stiel wachsen. Die Fruchtschale ist dünn, anfangs grün, später rötlich überlaufen und bei Reife hell gelbgrün bis hellgrau, dunkelbraun gefleckt, schwach feinwarzig rau, matt oder etwas glänzend. Das reife Fruchtfleisch ist beigeweiß, saftig, weich und zum Kern hin faserig. Die Früchte schmecken angenehm, süßsauer und haben ein besonderes, kräftiges Aroma. Abhängig von der Sorte kann der Geruch undeutlich bis unangenehm süßlich und terpentinartig sein. Der Kern ist holzig, hellbraun, stumpf spindelförmig, nicht abgeflacht, bis zu 9 Zentimeter lang und hat einen Durchmesser von 4 Zentimetern. Er ist durch einen zähen Faserstrang mit dem Stiel verbunden.

## Verbreitung
Das natürliche Verbreitungsgebiet von Mangifera kemanga liegt auf Borneo, Sumatra, im Westen von Java und auf der Malaiischen Halbinsel. Außerhalb des Verbreitungsgebiets wird die Art in Thailand und Bali angebaut.

## Systematik
Mangifera kemanga ist eine Art aus der Gattung der Mangos (Mangifera), die in der Familie der Sumachgewächse (Anacardiaceae) der Unterfamilie Anacardioideae zugeordnet ist. Sie wurde 1850 von Carl Ludwig Blume erstbeschrieben. Der Gattungsname Mangifera wurde von Carl von Linné gewählt und leitet sich vom indonesischen Wort mangga für die „Mango“ und vom lateinischen fera für „tragend“ ab.
Mangifera kemanga ähnelt stark der im selben Gebiet verbreiteten Art Mangifera caesia Jack, zu der die Art als Varietät Mangifera caesia var. kemanga (Blume) Kostermans häufig gerechnet wird. Mangifera caesia unterscheidet sich durch die 1 bis 1,5 Zentimeter langen Blattstiele, die kürzeren, nur 15 bis 25 und selten bis 40 Zentimeter langen Blütenstände und der dünnen, glatten Schale der Früchte. Ein weiteres Synonyme von Mangifera kemanga lautet Mangifera polycarpa Griffith.

## Verwendung
Die reifen Früchte werden geschält als Obst gegessen, zu Saft verarbeitet oder als Bestandteil von Currys und Gewürzpasten verwendet. Junge Blätter werden auch als Gemüse zubereitet.
Die Art wächst im tropischen Tiefland bis in Höhen von 400 Metern. Sie benötigt ganzjährig eine gute Wasserversorgung und verträgt auch Überschwemmungen. Sie wird mittels der Samen vermehrt und wurde kaum züchterisch verändert. Schwach riechende Sorten sind in Indonesien beliebt und erzielen auch gute Marktpreise.